# Bertrand Russell
Bertrand Arthur William Russell, Bá tước Russell thứ 3, OM, FRS (phiên âm tiếng Việt: Béctơrăng Rátxen; sinh ngày 18 tháng 5 năm 1872 – mất ngày 2 tháng 2 năm 1970), là một triết gia, nhà lôgic học, nhà toán học người Anh của thế kỷ 20. Là một tác giả có nhiều tác phẩm, ông còn là người mang triết học đến với đại chúng và là một nhà bình luận đối với nhiều chủ đề đa dạng, từ các vấn đề rất nghiêm túc cho đến những điều trần tục. Nối tiếp truyền thống gia đình trong lĩnh vực chính trị, ông là một người theo chủ nghĩa tự do với vị thế nổi bật, ông còn là một người dân chủ xã hội (socialist) và người hoạt động chống chiến tranh trong phần lớn cuộc đời dài của mình. Hàng triệu người coi ông như là một nhà tiên tri của cuộc sống sáng tạo và duy lý; đồng thời, quan điểm của ông về nhiều chủ đề đã gây nên rất nhiều tranh cãi.
Russell sinh ra vào thời đỉnh cao của nền kinh tế và uy thế chính trị của nước Anh. Sau đó gần một thế kỷ, ông qua đời vì bệnh cúm, khi Đế quốc Anh đã biến mất, sức mạnh của nó đã bị hao mòn bởi hai cuộc chiến tranh thế giới. Là một trong những trí thức nổi tiếng nhất của thế giới, tiếng nói của Russel mang một quyền lực đạo đức, thậm chí cả khi ông đã vào tuổi 90. Trong các hoạt động chính trị của ông, Russell là một người kêu gọi đầy nhiệt huyết cho việc giải trừ vũ khí hạt nhân và một người phê phán mạnh mẽ chế độ toàn trị tại Liên bang Xô viết và sự can thiệp của quân đội Hoa Kỳ trong Chiến tranh Việt Nam.
Năm 1950, Russell được tặng Giải Nobel Văn học, "để ghi nhận các tác phẩm đầy ý nghĩa mà trong đó ông đã đề cao các tư tưởng nhân đạo và tự do về tư tưởng".

## Tiểu sử
Bertrand Russell sinh ngày 18 tháng 5 năm 1872 tại Trellech, Monmouthshire, nay là Wales, trong một gia đình quý tộc người Anh. Ông nội của ông, John Russell - bá tước Russell I, từng làm thủ tướng Anh trong các thập kỷ 1840 và 1860 và là con trai thứ hai của John Russell, quận công Bedford VI. Mẹ của Russell, Kate (tên họ thời con gái là Stanley), cũng xuất thân từ một gia đình quý tộc và là chị em gái với Rosalind Howard, Nữ bá tước Carlisle. Cha mẹ của Russell là những người khá cấp tiến vào thời của họ—cha Russell, John Russell - tử tước Amberley, là một người vô thần, ông đồng tình với cuộc tình của vợ mình với thầy giáo của các con - nhà sinh vật học Douglas Spalding. Cả hai là những người ủng hộ đầu tiên cho các biện pháp tránh thai mà thời đó được coi là đầy tai tiếng. John Stuart Mill, nhà triết học theo thuyết vị lợi, là cha đỡ đầu của Russell.
Russell có hai anh chị: Frank Russell - Bá tước Russell II (hơn Bertrand gần 7 tuổi), và Rachel (hơn 4 tuổi). Tháng 6 năm 1875, mẹ Russell qua đời vì bệnh bạch hầu, ít lâu sau Rachel cũng vậy, và vào tháng 1 năm 1876 cha ông cũng qua đời vì bệnh viêm phế quản sau một thời gian dài bị trầm cảm. Sau đó, Frank và Bertrand được chăm sóc bởi ông bà nội, những người trung thành với các tiêu chuẩn đạo đức thời Victoria. Họ sống tại Pembroke Lodge tại Richmond Park. Bá tước Russell I qua đời năm 1878, bà quả phụ - nữ bá tước Russell (tên thời con gái là Frances Elliot) là người thân quan trọng nhất đối với phần còn lại của tuổi thơ và tuổi trẻ của Russell. Bà bá tước xuất thân từ một gia đình người Scotland theo giáo phái Kevin. Bà đã kiến nghị được một tòa án Anh để bỏ một điều khoản trong di chúc của Amberley rằng các con của ông phải được nuôi dạy thành những người theo thuyết bất khả tri. Mặc dù có tư tưởng bảo thủ tôn giáo, bà vẫn giữ các quan niệm tiến bộ trong các lĩnh vực khác (chấp nhận thuyết Darwin và ủng hộ Irish Home Rule (luật nội bộ Ireland)), và ảnh hưởng của bà đối với quan điểm của Bertrand Russell về công bằng xã hội và sự bảo vệ nguyên tắc đã ở lại trong ông suốt cuộc đời. Tuy nhiên, bầu không khí tại Pembroke Lodge luôn đầy những lời cầu nguyện, sự kìm nén cảm xúc và các nghi thức thủ tục - Frank đã phản ứng với điều này bằng sự nổi loạn công khai, còn Bertrand trẻ tuổi đã học được cách giấu những tình cảm của mình.
Thời thanh niên, Russell rất cô đơn, ông thường dự tính tự tử. Trong hồi ký của mình, ông đã ghi nhận rằng những mối quan tâm sâu sắc nhất của ông là tình dục, tôn giáo và toán học, và rằng mong muốn hiểu biết nhiều hơn về toán học là điều duy nhất đã giúp ông không tự tử. Ông được giáo dục tại nhà bởi một loạt các gia sư, và ông đã ngồi nhiều giờ trong thư viện của ông nội. Frank, người anh trai của ông, đã giới thiệu với ông về Euclid, sự kiện này đã thay đổi cuộc đời của Russell.
Russell giành được một học bổng cho ngành toán học tại Trinity College, Đại học Cambridge, và ông bắt đầu học tại đó từ năm 1890. Tại đây, ông đã làm quen với George Edward Moore và bắt đầu chịu ảnh hưởng của Alfred North Whitehead, người đã giới thiệu ông với hội kín Các thánh tông đồ Cambridge (Cambridge Apostles). Ông nhanh chóng trở thành sinh viên nổi bật trong các môn toán học và triết học. Ông lấy bằng cử nhân Toán học năm 1893 và được nhận vào làm nghiên cứu viên triết học năm 1895.
Năm 17 tuổi, Russell lần đầu gặp mặt Alys Pearsall Smith, một tín đồ Quaker người Mỹ. Ông phải lòng cô Alys đạo đức với tâm hồn cao thượng, người có quan hệ với một số nhà hoạt động tôn giáo và giáo dục. Trái ý bà nội, ông đã cưới Alys vào tháng 12 năm 1894. Cuộc hôn nhân của họ bắt đầu tan vỡ vào năm 1902, khi Russell nhận ra rằng ông không còn yêu vợ; 19 năm sau họ li dị. Trong thời kỳ này, Russell đã có những cuộc tình say đắm (và thường là cùng lúc) với nhiều phụ nữ, trong đó có Công nương Ottoline Morrell và nghệ sĩ, Công nương Constance Malleson. Trong suốt những năm này, Alys mòn mỏi mong đợi ông và bà vẫn tiếp tục yêu Russell trong suốt phần đời còn lại.
Russell bắt đầu xuất bản các tác phẩm của mình vào năm 1896 với cuốn German Social Democracy (Nền dân chủ xã hội Đức), đây là nghiên cứu chính trị đã báo hiệu sớm cho một mối quan tâm cả đời đối với chính trị và các học thuyết xã hội. Năm 1896, ông dạy môn Dân chủ xã hội Đức tại Trường Kinh tế Luân Đôn (London School of Economics), cũng là nơi ông đã giảng về khoa học của quyền lực vào mùa thu năm 1937.
Năm 1908, Russell trở thành thành viên của Hội Hoàng gia (tiếng Anh: Royal Society). Tập đầu tiên trong bộ Principia Mathematica (viết chung với Whitehead) được xuất bản năm 1910. Bộ sách này cùng với tác phẩm The Principles of Mathematics trước đó đã nhanh chóng làm cho Russell trở nên nổi tiếng thế giới trong lĩnh vực toán học. Năm 1911, ông gặp Ludwig Wittgenstein, một sinh viên ngành kỹ thuật người Áo. Ông sớm nhận ra tài năng xuất chúng của Wittgenstein và coi anh ta là một người kế tục các công trình của ông về lôgic toán học. Ông đã dành nhiều thời gian giúp đỡ Wittgenstein vượt qua nhiều nỗi ám ảnh và sự thất vọng thường xuyên. Ông đã khuyến khích sự phát triển hàn lâm của Wittgenstein, trong đó có việc xuất bản cuốn Tractatus Logico-Philosophicus của Wittgenstein năm 1922.
Trong Chiến tranh thế giới thứ nhất, Russell tham gia các hoạt động kêu gọi hòa bình, và năm 1916, ông bị Trinity College sa thải sau khi ông bị buộc tội theo Defence of the Realm Act - đạo luật phòng vệ được nghị viện Anh thông qua năm 1914. Ông đã phải ngồi tù 6 tháng tại nhà tù Brixton.
Năm 1920, Russell đến nước Nga với vai trò thành viên của một đoàn đại biểu chính thức được chính phủ Anh gửi đến để nghiên cứu các hiệu ứng của cuộc Cách mạng tháng Mười Nga. Cũng thời gian đó, Dora Black, người tình của Russell cũng đến thăm Nga một cách độc lập. Bà đã rất nhiệt tình với cuộc cách mạng này, nhưng những gì Russell chứng kiến đã phá hủy dự định của ông về việc hỗ trợ cuộc cách mạng này.
Sau đó, Russell dạy triết học tại Bắc Kinh trong một năm với Dora đi cùng. Trong khi ở Trung Quốc, Russell đã viêm phổi nặng, báo chí Nhật đã đăng tin nhầm về cái chết của ông. Khi hai người đến thăm Nhật Bản trên đường về Anh, Dora đã nói với các nhà báo rằng "Vì theo báo Nhật thì Bertrand Russell đã chết, nên ông không thể trả lời phỏng vấn của các phóng viên Nhật được".
Trên đường về Anh năm 1921, Dora có mang 5 tháng, Russell thu xếp một cuộc li dị vội vã với Alys, 6 ngày sau khi ly dị xong, ông cưới Dora. Các con của họ là John Conrad Russell - Bá tước Russell IV và Katharine Russell (hiện là Công nương Katharine Tait). Trong thời gian này, Russell kiếm sống từ việc viết các cuốn sách phổ thông giải thích các vấn đề về vật lý học, luân lý học và giáo dục dành cho người không chuyên. Cùng với Dora, ông còn thành lập trường thực nghiệm Beacon Hill vào năm 1927. Sau khi ông rời trường vào năm 1932, Dora còn tiếp tục điều hành trường cho đến năm 1943.
Sau cái chết của người anh vào năm 1931, Russell trở thành Bá tước Russell III. Ông đã từng nói rằng danh hiệu của ông hữu hiệu chủ yếu trong việc giữ phòng khách sạn.
Cuộc hôn nhân với Dora trở nên ngày càng mong manh, và đổ vỡ khi bà có hai người con với Griffin Barry, một nhà báo Mỹ. Năm 1936, Russell kết hôn lần ba, với một sinh viên trường Đại học Oxford tên là Patricia ("Peter") Spence, người đã từng là gia sư của các con ông từ mùa hè năm 1930. Russell và Peter có một người con trai, Conrad Russell - Bá tước Russell V, người sau này trở thành một nhà sử học nổi bật và là một trong những nhân vật lãnh đạo của Đảng Dân chủ Tự do Anh.
Mùa xuân năm 1939, Russell chuyển đến Santa Barbara để giảng dạy tại Đại học California tại Los Angeles. Sau đó, ông được chọn làm giáo sư tại CCNY (City College of New York) vào năm 1940, nhưng việc bổ nhiệm này đã bị hủy bỏ bởi phán quyết của một phiên tòa sau một vụ phản đối của quần chúng: các quan điểm của ông (đặc biệt là các quan điểm liên quan đến đạo đức tình dục, trình bày trong tác phẩm Hôn nhân và đạo đức 10 năm trước đó) đã làm ông "không phù hợp về mặt đạo đức" cho việc giảng dạy đại học. Vụ phản đối này đã bắt đầu từ mẹ của một sinh viên không được học cao học môn lôgic toán của ông (do là nữ). Nhiều trí thức do John Dewey dẫn đầu đã phản đối cách xử sự này của Russell. Dewey và Horace M. Kallen đã biên tập một loạt các bài viết về vụ CCNY trong The Bertrand Russell Case (Vụ Bertrand Russell). Ít lâu sau, Russell gia nhập Barnes Foundation, giảng lịch sử triết học cho nhiều kiểu người nghe - các bài giảng này đã lập thành cơ sở cho cuốn A History of Western Philosophy (Lịch sử triết học phương Tây) của ông. Quan hệ của ông với Albert C. Barnes lập dị trở nên xấu đi một cách nhanh chóng, và ông quay trở lại Anh năm 1944 để lại về làm việc tại Trinity College.
Trong những năm 1940 và 1950, Russell tham gia nhiều chương trình phát thanh của BBC về nhiều chủ đề triết học và thời sự. Đến thời điểm này, Russell đã nổi tiếng trên thế giới bên ngoài cộng đồng hàn lâm, ông thường là chủ đề hoặc tác giả của các bài đăng trên các báo và tạp chí, ông còn được đề nghị đưa ra quan điểm về một diện rộng các chủ đề, kể cả các chủ đề trần tục. Tháng 10 năm 1948, trên đường đi giảng tại Trondheim, Russell đã thoát chết trong một vụ máy bay rơi. Cuốn Lịch sử triết học phương Tây (1945) trở nên một tên sách bán chạy nhất và mang lại cho Russell một nguồn thu nhập ổn định trong suốt phần đời còn lại. Cùng với Albert Einstein, bạn của ông, Russell đã đạt đến vị thế siêu sao với vai trò một nhà trí thức. Năm 1949, Russell được tặng Order of Merit (Huân chương Công lao của Khối Thịnh vượng chung Anh), và năm sau, ông nhận được Giải Nobel Văn học.
Năm 1952, Peter bỏ Russell, ông đã rất bất hạnh trong cuộc hôn nhân này. Conrad, con trai của Russell với Peter, đã không gặp cha trong suốt thời gian từ vụ li dị đến năm 1968 (khi quyết định gặp mặt cha của Conrad đã gây nên một sự sứt mẻ vĩnh viễn trong quan hệ với mẹ). Sau vụ li dị, Russell nhanh chóng cưới người vợ thứ tư, Edith Finch. Họ đã biết nhau từ năm 1925, Edith đã giảng dạy tại Bryn Mawr College gần Philadelphia, Pennsylvania, bà ở chung nhà trong 20 năm với Lucy Donnelly - người bạn cũ của Russell. Edith đã sống cùng ông cho đến khi ông qua đời, và tất cả mọi người đều nói rằng mối quan hệ của hai người gần gũi và đầy yêu thương trong suốt cuộc hôn nhân của họ. John, con trai cả của Russell bị bệnh tâm thần nặng. Đây là nguồn gốc của những cuộc cãi vã dai dẳng giữa Russell và Dora - vợ cũ của Russell và mẹ của John. Susan, vợ của John, cũng bị bệnh tâm thần. Và cuối cùng thì Russell và Edith trở thành những người bảo trợ hợp pháp của ba người con gái của vợ chồng John (hai trong ba người con gái về sau đã được chẩn đoán mắc chứng tâm thần phân liệt).
Russell dành hai thập kỷ 1950 và 1960 cho nhiều hoạt động chính trị, chủ yếu liên quan đến giải trừ vũ khí hạt nhân và phản đối Chiến tranh Việt Nam. Trong thời kỳ này, ông đã viết rất nhiều thư gửi các nhà lãnh đạo của thế giới. Trong lúc đó, Hoa Kỳ bắt đầu cuộc công kích, thả bom ở miền Bắc Việt Nam. Không lâu sau, ông gửi điện đến Chủ tịch Việt Nam Dân chủ Cộng hòa là Hồ Chí Minh. Trong điện này ông nêu ra quan điểm chống lại sự can thiệp của Hoa Kỳ trong cuộc chiến tranh Việt Nam. Đáp lại, Hồ Chí Minh lại gửi điện đến Russel vào ngày 10 tháng 8 năm 1964, trong đó có đoạn:
| “             | Chúng tôi luôn thiết tha với hoà bình và chủ trương giải quyết vấn đề Việt Nam bằng phương pháp hoà bình. Tôi cảm ơn cụ đã quan tâm đến tình hình nghiêm trọng do Mỹ gây ra trên đất nước chúng tôi và xin gửi cụ lời chào kính trọng. | ” |
| — Hồ Chí Minh | |   |

Ông cũng đã trở thành một người anh hùng đối với nhiều thành viên trẻ của New Left - một phong trào cánh tả cấp tiến trong những năm 1960. Đặc biệt, trong thập kỷ 1960, Russell đã trở nên ngày càng lớn tiếng phản đối các chính sách của chính quyền Mỹ. Năm 1963, ông là người đầu tiên được nhận Giải Jerusalem, một giải thưởng dành cho các tác giả viết về tự do cá nhân trong xã hội.
Bertrand Russell xuất bản bộ hồi ký dài ba tập vào cuối những năm 1960. Khi sức khỏe sa sút, ông vẫn minh mẫn cho đến khi ông qua đời vào năm 1970 tại nhà riêng tại Plas Penrhyn, Penrhyndeudraeth, Merioneth, Wales. Theo di chúc, ông đã được hỏa táng và tro được rải rắc khắp nơi.

## Nghiên cứu triết học

### Triết học phân tích
Russell thường được xem là một trong những người đặt nền móng cho triết học phân tích và thậm chí một số nhánh của ngành này. Vào đầu thế kỷ 20, cùng với George Edward Moore, Russell đã gần như khởi xướng "cuộc nổi dậy" tại nước Anh chống lại chủ nghĩa duy tâm" - một trường phái triết học chịu ảnh hưởng lớn bởi Georg Hegel và vị thánh tông đồ người Anh của ông F. H. Bradley. 30 năm sau, cuộc nổi dậy này còn được vọng lại tại Viên với "cuộc nổi dậy" của những người theo chủ nghĩa chứng thực lôgic chống lại siêu hình học. Russell đặc biệt phê phán mạnh mẽ học thuyết duy tâm về các quan hệ nội tại - quan niệm cho rằng để hiểu về một vật cụ thể nào đó, ta phải hiểu tất cả các quan hệ của nó. Russell đã chỉ ra rằng quan niệm này sẽ làm cho không gian, thời gian, khoa học và khái niệm về số trở thành không thể hiểu được. Các công trình lôgic của Russell và Whitehead đã tiếp tục đề tài này.
Russell và Moore đã cố gắng loại bỏ những gì mà họ cho là các khẳng định vô nghĩa và không mạch lạc trong triết học, họ tìm kiếm sự trong sáng và tính chính xác trong luận cứ bằng ngôn ngữ chính xác và bằng cách phân tách các mệnh đề triết học thành các thành phần đơn giản nhất. Cụ thể, Russell coi lôgic và khoa học là các công cụ chính của các nhà triết học. Khác với đa số các nhà triết học trước ông và nhiều người cùng thời, Russell không tin rằng có một phương pháp riêng dành cho triết học. Ông tin rằng nhiệm vụ chính của nhà triết học là làm sáng tỏ các mệnh đề tổng quát nhất về thế giới và loại bỏ những mơ hồ và nhầm lẫn. Cụ thể, ông đã muốn chấm dứt cái mà ông coi là những thứ quá mức của siêu hình học.

### Nhận thức luận
Nhận thức luận của Russell trải qua nhiều giai đoạn. Thời trẻ, ông đã từ bỏ chủ nghĩa Tân Hegel và giữ nguyên là một người theo thuyết duy thực triết học trong suốt phần đời còn lại. Ông tin rằng các trải nghiệm trực tiếp có tầm quan trọng bậc nhất đối với việc đạt được tri thức. Tuy một số quan niệm của ông không còn được hâm mộ, nhưng ông vẫn có ảnh hưởng mạnh mẽ trong sự phân biệt giữa hai cách mà theo đó ta có thể làm quen với các đối tượng: "tri thức từ nhận biết" và "tri thức từ mô tả". Có một thời gian, Russell đã cho rằng ta chỉ có thể nhận biết bằng dữ liệu giác quan của chính ta — các tri giác nhất thời về màu sắc, âm thanh và những thứ tương tự—và rằng tất cả những thứ khác, trong đó có các đối tượng vật lý mà ta chỉ có thể thu được các dữ liệu giác quan về chúng bằng cách suy luận hoặc lập luận— nghĩa là được biết bởi mô tả— không được biết một cách trực tiếp. Sự phân biệt này đã được ứng dụng rộng rãi, tuy sau này Russell đã loại bỏ quan niệm về dữ liệu giác quan trực tiếp.
Trong triết học của ông về cuối đời, Russell đã chia sẻ quan điểm với một dạng chủ nghĩa nhất nguyên trung dung (neutral monism), trong đó, tại phân tích cuối cùng, ông cho rằng những khác biệt giữa các thế giới vật chất và tinh thần là tùy ý, và rằng cả hai đều có thể được suy giảm về một tính chất trung gian— một quan niệm tương đồng với quan niệm của một nhà triết học Mỹ, William James, và là quan niệm đã được phát biểu đầu tiên bởi Baruch Spinoza, người mà Russell rất ngưỡng mộ. Tuy nhiên, thay vì "trải nghiệm thuần túy" của James, Russell đã mô tả đặc điểm của bản chất các trạng thái khởi đầu của tri giác là các "biến cố", một quan điểm tương đồng một cách kỳ lạ với triết học quá trình (process philosophy) của Alfred North Whitehead - người thầy cũ của Russell.

### Luân lý học
Tuy Russell viết rất nhiều về các chủ đề luân lý học, ông không tin rằng chủ đề này thuộc về triết học hay rằng ông đã dùng năng lực của một nhà triết học khi viết về luân lý học. Thời trẻ, Russell chịu ảnh hưởng lớn của tác phẩm Principia Ethica của George Edward Moore. Cùng với Moore, khi đó ông đã tin rằng các sự kiện đạo đức có tính chất khách quan nhưng chỉ được biết qua trực quan, và rằng chúng là các tính chất đơn giản của các đối tượng chứ không tương đương với các đối tượng tự nhiên mà chúng thường được gán cho (xem Ngụy biện tự nhiên). Ông cho rằng các tính chất đạo đức đơn giản không định nghĩa được này không thể được phân tích dựa trên các tính chất có không thuộc về đạo đức mà chúng có quan hệ. Tuy nhiên, theo thời gian, ông đi đến đồng quan điểm với người hùng triết học của ông, David Hume, người tin rằng các thuật ngữ luân lý học nói đến các giá trị chủ quan mà không thể được chứng thực theo cách mà người ta vẫn làm đối với các vấn đề sự kiện. Cùng với các học thuyết khác của Russell, quan niệm này đã ảnh hưởng tới các nhà chứng thực lôgic, những người đã thiết lập lý thuyết emotivism với quan điểm rằng các mệnh đề luân lý (cũng như các mệnh đề siêu hình học) về bản chất là vô nghĩa và vô lý, hay cùng lắm cũng không hơn các biểu đạt về thái độ và sự ưu tiên là bao.
Mặc dù vậy. chính Russell lại không hiểu các mệnh đề luân lý theo cách hẹp như các nhà triết học chứng thực, vì ông tin rằng các suy xét luân lý học không chỉ có ý nghĩa mà còn là một chủ đề sống còn đối với giao tiếp thông thường. Quả thực, tuy Russell thường được mô tả là ông thần bảo hộ của sự hợp lý, ông đã đồng ý với Hume, người nói rằng lý tính nên giữ vị trí kém quan trọng hơn các suy xét luân lý.
Russell đã viết một số cuốn sách về các vấn đề luân lý thực tiễn chẳng hạn như hôn nhân. Ông có các quan điểm tự do về lĩnh vực này. Ông cho rằng các quan hệ tình dục ngoài hôn nhân là chấp nhận được. Trong cuốn Human Society in Ethics and Politics (1954), ông ủng hộ quan niệm rằng ta nên nhìn các vấn đề đạo đức từ góc nhìn của các mong muốn cá nhân. Các cá nhân được phép làm những gì họ mong muốn, miễn là không có xung đột giữa mong muốn của những cá nhân khác nhau. Bản thân các mong muốn không xấu, chỉ có đôi khi các hậu quả tiềm năng hay thực tế của chúng là xấu. Russell còn viết rằng sự trừng phạt chỉ quan trọng với ý nghĩa một công cụ. Do đó, ta không nên trừng phạt một ai đó chỉ vì mục đích trừng phạt.

### Thuyết nguyên tử lôgic
Có lẽ lối phân tích triết học hệ thống hóa nhất và thuyết logic với trọng tâm là chủ nghĩa kinh nghiệm (empiricist-centric logicism) của Russell được thể hiện rõ nhất trong cái mà ông gọi là thuyết nguyên tử lôgic (logical atomism), học thuyết này được phát triển trong một tập hợp các bài giảng. Trong các bài giảng này, Russell trình bày khái niệm của ông về một ngôn ngữ đẳng cấu lý tưởng mà nó có thể phản ánh chính xác thế giới, trong ngôn ngữ đó, tri thức của ta có thể được suy giản về các mệnh đề nguyên tử và các kết hợp của chúng với ý nghĩa như các hàm chân giá trị (truth function). Thuyết nguyên tử lôgic là một hình thức chủ nghĩa kinh nghiệm cấp tiến, vì Russell tin rằng yêu cầu quan trọng nhất đối với một ngôn ngữ lý tưởng như vậy là: mọi mệnh đề có nghĩa đều phải bao gồm các thuật ngữ chỉ trực tiếp đến các đối tượng mà ta biết. Russell loại trừ một số thuật ngữ lôgic hình thức nhất định, chẳng hạn tất cả, mọi, là, v.v.. khỏi yêu cầu của ông về tính đẳng cấu. Nhưng ông chưa bao giờ hoàn toàn hài lòng với cách hiểu của chúng ta về những từ này. Một trong những chủ đề trung tâm của thuyết nguyên tử của Russell là: thế giới bao gồm các sự kiện độc lập với nhau về lôgic, tính đa nguyên của các sự kiện, và rằng tri thức của ta phụ thuộc vào dữ liệu của trải nghiệm trực tiếp của ta về các sự kiện đó.
Về cuối đời, Russell trở nên nghi ngờ các khía cạnh của thuyết nguyên tử lôgic, đặc biệt là nguyên lý đẳng cấu của ông, tuy ông vẫn tiếp tục tin rằng một quá trình triết học cần phải phân tích sự kiện/tri thức thành những thành phần đơn giản nhất, ngay cả khi ta có thể không hoàn toàn đạt đến một sự kiện tuyệt đối nguyên tử.

### Tôn giáo và thần học
Trong phần lớn cuộc đời, Russell nghĩ rằng rất ít khả năng tồn tại một vị Chúa trời, và ông cho rằng tôn giáo chỉ hơn mê tín dị đoan tí chút và mặc dù tôn giáo có thể có hiệu ứng tích cực, nói chung tôn giáo vẫn có hại đối với dân chúng. Ông tin rằng tôn giáo và lối suy nghĩ tôn giáo (ông coi chủ nghĩa cộng sản và các hệ tư tưởng hệ thống hóa khác cũng là các dạng tôn giáo) làm cản trở tri thức, nuôi dưỡng sự sợ hãi và phụ thuộc, và phải chịu trách nhiệm cho phần lớn các cuộc chiến tranh, đàn áp và đau khổ trên thế giới.
Quan điểm của Russell về tôn giáo thể hiện trong cuốn sách nổi tiếng của ông Why I Am Not a Christian and Other Essays on Religion and Related Subjects (Tại sao tôi không phải tín đồ Kitô giáo, và các bài luận khác về tôn giáo và các chủ đề liên quan) (ISBN 0-671-20323-1). Cuốn sách còn chứa những bài luận mà trong đó Russell xem xét một loạt các luận cứ lôgic về sự tồn tại của Chúa trời, bao gồm luận cứ nguyên nhân đầu tiên, luận cứ quy luật tự nhiên (natural-law argument - thuyết cho rằng Chúa trời đã tạo ra các quy luật tự nhiên), luận cứ thiết kế (argument from design) và các luận cứ đạo đức khác. Ông còn bàn luận cụ thể về thần học Ki-tô giáo.
Kết luận của ông:
| “ | Tôi nghĩ rằng tôn giáo được dựa chủ yếu và căn bản trên sự sợ hãi. Đó một phần là nỗi sợ những gì không biết, và một phần là ước muốn được cảm thấy rằng ta có một thứ kiểu như một người anh lớn - người sẽ đứng bên ta mỗi khi ta gặp khó khăn hay tranh chấp. [...] Một thế giới tốt đẹp cần tri thức, sự nhân hậu và lòng dũng cảm; nó không cần đến sự nuối tiếc về quá khứ hay sự trói buộc trí tuệ tự do bằng những lời lẽ mà những người kém hiểu biết đã thốt ra từ lâu | ” |

## Danh sách chọn lọc các tác phẩm của Russell
Danh sách chọn lọc các tác phẩm của Russell xếp theo năm của lần xuất bản đầu tiên.
- 1896, German Social Democracy (Phái dân chủ xã hội Đức)
- 1897, An Essay on the Foundations of Geometry (Kinh nghiệm luận chứng hình học)
- 1900, A Critical Exposition of the Philosophy of Leibniz
- 1903, The Principles of Mathematics (Những nguyên lý của toán học)
- 1910, Philosophical Essays (Những tiểu luận triết học), tập tiểu luận
- 1910 – 1913, Principia Mathematica (đồng tác giả với Alfred North Whitehead), 3 tập
- 1912, The_Problems_of_Philosophy (Các vấn đề của triết học)
- 1914, Our Knowledge of the External World as a Field for Scientific Method in Philosophy (Nhận thức của chúng ta về thế giới bên ngoài như lĩnh vực tác động của phương pháp khoa học trong triết học)
- 1916, Principles of Social Reconstruction (Các nguyên tắc tái thiết xã hội)
- 1916, Justice in War-time
- 1917, Political Ideals (Những ý tưởng chính trị)
- 1918, Mysticism and Logic and Other Essays (Chủ nghĩa thần bí và logic học), hợp tuyển
- 1918, Roads to Freedom: Socialism, Anarchism, and Syndicalism (Con đường dẫn đến tự do)
- 1919, Introduction to Mathematical Philosophy (Lời nói đầu cho triết học toán học)
- 1920, The Practice and Theory of Bolshevism (Thực tiễn và lý luận của chủ nghĩa Bolshevik)
- 1921, The Analysis of Mind (Phân tích tinh thần)
- 1922, The Problem of China (Vấn đề của Trung Hoa)
- 1923, The Prospects of Industrial Civilization (đồng tác giả với Dora Russell)
- 1923, The ABC of Atoms
- 1924, Icarus, or the Future of Science
- 1925, The ABC of Relativity
- 1925, What I Believe (Những điều tôi tin)
- 1926, On Education, Especially in Early Childhood (Về giáo dục trẻ em ở độ tuổi trước khi đến trường)
- 1927, The Analysis of Matter (Phân tích vật chất)
- 1927, An Outline of Philosophy (Lược khảo triết học)
- 1927, Why I Am Not a Christian (Tại sao tôi không phải là người Công giáo), bài nói chuyện
- 1927, Selected Papers of Bertrand Russell
- 1928, Sceptical Essays
- 1929, Marriage and Morals (Hôn nhân và đạo đức), khảo luận
- 1930, The Conquest of Happiness
- 1931, The Scientific Outlook
- 1932, Education and the Social Order (Giáo dục và Văn minh)
- 1934, Freedom and Organization, 1814–1914
- 1935, In Praise of Idleness
- 1935, Religion and Science
- 1936, Which Way to Peace?
- 1937, The Amberley Papers: The Letters and Diaries of Lord and Lady Amberley (với Patricia Russell), 2 tập
- 1938, Power: A New Social Analysis (Quyền lực: Một phân tích xã hội)
- 1940, An Inquiry into Meaning and Truth (Nghiên cứu nghĩa và chân lý)
- 1945, A History of Western Philosophy and Its Connection with Political and Social Circumstances from the Earliest Times to the Present Day (Lịch sử Triết học Phương Tây)
- 1948, Human Knowledge: Its Scope and Limits (Nhận thức của con người: Lĩnh vực và giới hạn của nó
- 1949, Authority and the Individual (Quyền lực và cá nhân)
- 1950, Unpopular Essays
- 1951, New Hopes for a Changing World
- 1952, The Impact of Science on Society
- 1953, Satan in the Suburbs and Other Stories
- 1954, Human Society in Ethics and Politics
- 1954, Nightmares of Eminent Persons and Other Stories
- 1956, Portraits from Memory and Other Essays
- 1956, Logic and Knowledge: Essays 1901–1950 (biên tập bởi Robert C. Marsh)
- 1957, Why I Am Not A Christian and Other Essays on Religion and Related Subjects (biên tập bởi Paul Edwards)
- 1958, Understanding History and Other Essays
- 1959, Common Sense and Nuclear Warfare (Lương tri và chiến tranh nguyên tử)
- 1959, My Philosophical Development (Sự phát triển triết học của tôi)
- 1959, Wisdom of the West (biên tập bởi Paul Foulkes)
- 1960, Bertrand Russell Speaks His Mind
- 1961, The Basic Writings of Bertrand Russell (biên tập bởi R.E. Egner và L.E. Denonn) (Các ghi chép cơ bản của Bertrand Russell)
- 1961, Fact and Fiction
- 1961, Has Man a Future? (Con người có tương lai hay không)
- 1963, Essays in Skepticism
- 1963, Unarmed Victory (Chiến thắng vũ khí)
- 1965, On the Philosophy of Science (biên tập bởi Charles A. Fritz, Jr)
- 1967, Russell's Peace Appeals (biên tập bởi Tsutomu Makino và Kazuteru Hitaka)
- 1967, War Crimes in Vietnam (Tội ác chiến tranh ở Việt Nam)
- 1967 – 1969, The Autobiography of Bertrand Russell (Tự truyện Bertrand Russell, 3 tập)
- 1969, Dear Bertrand Russell... A Selection of his Correspondence with the General Public 1950–1968 (biên tập bởi Barry Feinberg và Ronald Kasrils)

Lưu ý: Đây chỉ là một danh sách rất chọn lọc, vì Russel còn là tác giả của nhiều cuốn sách nhỏ, các lời mở đầu, các bài báo và các lá thư gửi tòa soạn. Tác phẩm của ông còn có trong nhiều hợp tuyển và tuyển tập, có lẽ nổi bật nhất là cuốn The Collected Papers of Bertrand Russell được Đại học McMaster bắt đầu xuất bản từ năm 1983. Tuyển tập này gồm các tác phẩm ngắn và chưa được xuất bản trước đó, đến nay đã lên tới 16 tập, và sắp tới còn nhiều tập nữa. Kèm theo là một bộ ca-ta-lô gồm 3 tập chỉ dành liệt kê danh sách các tác phẩm của ông. Kho tài liệu về Russell tại Đại học McMaster còn có hơn 30000 lá thư mà ông đã viết.

### Các tài liệu tham khảo bổ sung
A. Russell
- 1900, Sur la logique des relations avec des applications à la théorie des séries, Rivista di matematica 7: 115-148.
- 1901, On the Notion of Order, Mind (n.s.) 10: 35-51.
- 1902, (with Alfred North Whitehead), On Cardinal Numbers, American Journal of Mathematics 23: 367-384.

B. Tham khảo thứ cấp:
- John Newsome Crossley. A Note on Cantor's Theorem and Russell's Paradox, Australian Journal of Philosophy 51: 70-71.
- Ivor Grattan-Guinness, 2000. The Search for Mathematical Roots 1870-1940. Princeton University Press.

### Sách về triết học của Russell
- Bertrand Russell: Critical Assessments, biên tập bởi A. D. Irvine, 4 tập, London: Routledge, 1999. Gồm các bài luận của nhiều nhà triết học về các tác phẩm của Russell.
- Bertrand Russell, của John Slater, Bristol: Thoemmes Press, 1994.
- The Philosophy of Bertrand Russell, biên tập bởi P.A. Schilpp, Evanston and Chicago: Northwestern University, 1944.
- Russell, của A. J. Ayer, London: Fontana, 1972. ISBN 0006329659. Một trình bày ngắn gọn dễ hiểu về tư tưởng của Russell.

### Sách tiểu sử
- Bertrand Russell: 1872–1920 The Spirit of Solitude của Ray Monk (1997) ISBN 0099731312
- Bertrand Russell: 1921–1970 The Ghost of Madness của Ray Monk (2001) ISBN 009927275X
- Bertrand Russell: Philosopher and Humanist, của John Lewis (1968)
- Bertrand Russell, của A. J. Ayer (1972), in lại năm 1988: ISBN 0226033430
- The Life of Bertrand Russell, của Ronald W. Clark (1975) ISBN 0394490592
- Bertrand Russell and His World, của Ronald W. Clark (1981) ISBN 0500130701